# Peperga
Peperga est un village situé dans la commune néerlandaise de Weststellingwerf, dans la province de la Frise. Le 1er janvier 2009, le village comptait 87 habitants.

## Personnalités
Peperga a probablement vu naître Pieter Stuyvesant (1611 ou 1612 - 1672), directeur général de Nouvelle-Néerlande.